# Nyugat-Potomac Park

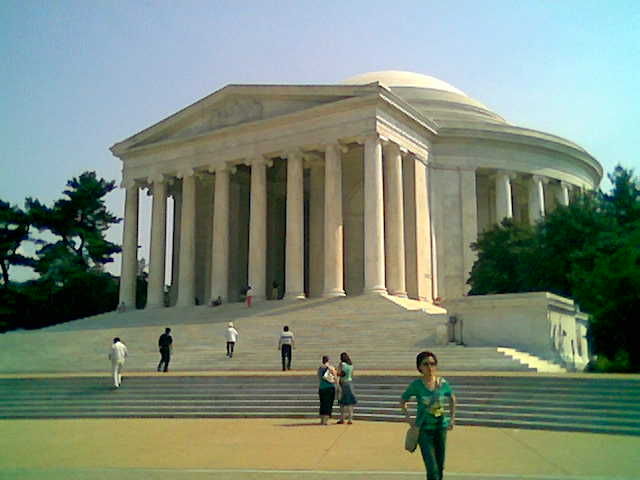
A Jefferson-emlékmű.

A Nyugat-Potomac Park (angolul West Potomac Park) nemzeti park az Amerikai Egyesült Államok fővárosában, Washingtonban. Tulajdonképpen egybefügg a mellette elhelyezkedő National Mall parkkal: a Lincoln-emlékmű, a Tükörmedence és a Washington-emlékmű vonalától délre elterülő parkrész tartozik hozzá.
Mint a National Mallhez (amihez tágabb értelemben néha hozzászámítják), több nemzeti emlékhely tartozik hozzá, köztük a Jefferson-emlékmű, a Roosevelt-emlékmű, vagy a Koreai Háborús Veteránok Emlékműve, valamint a Potomac folyóhoz csatlakozó, félig mesterséges Tidal-medence partján lévő területek. Ahogy a National Mallt, a Nyugat-Potomac Parkot is a Nemzeti Park Szolgálat (National Park Service) kezeli.

## Térképe
|  | A USGS színezett műholdképe a parkról 2002. április 26-án. A számmal jelölt helyek: 1. A Lincoln-emlékmű 2. A Tükörmedence 3. A Második Világháborús Nemzeti Emlékmű (mára befejezett; a fotó készültekor még építették) 4. A Washington-emlékmű (területe nem tartozik a Nyugat-Potomac Parkhoz) 5. A Koreai Háborús Veteránok Emlékműve 6. District of Columbia Háborús Emlékműve (az első világháború katonáinak) 7. Franklin Delano Roosevelt-emlékmű 8. Jefferson-emlékmű |

## A park cseresznyefái

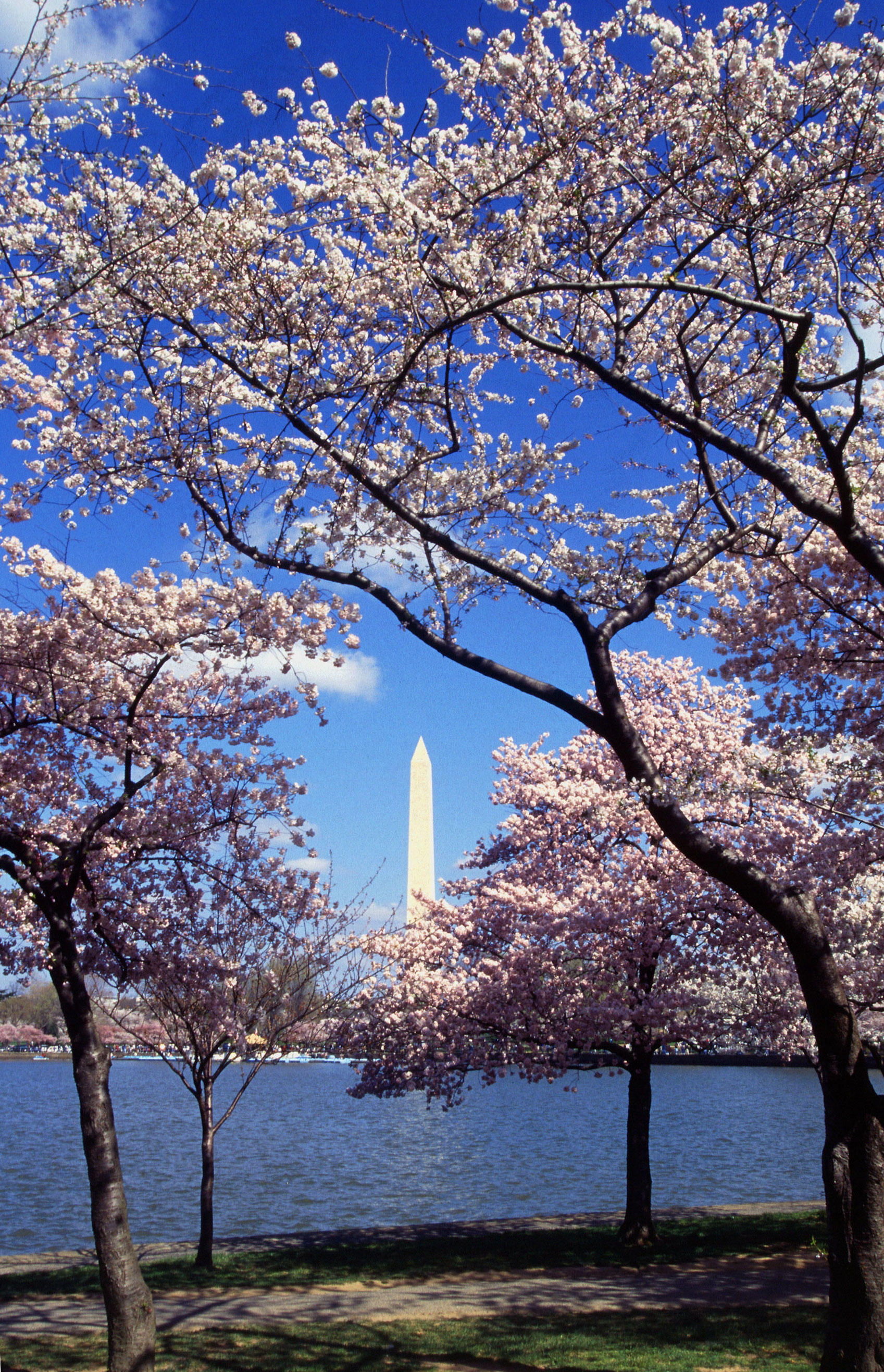
Észak felé tekintve Nyugat-Potomac Parkból a Tidal-medencén keresztül. A virágzó cseresznyefák függönyén túl a Washington-emlékmű.

A Tidal-medencét japán cseresznyefák szegélyezik, amelyek a kora tavaszi virágzáskor nagyon látványosak. Ekkor tartják a Nemzeti Cseresznyevirág Fesztivált (National Cherry Blossom Festival), annak emlékére, hogy 1912. március 27-én Washington város cseresznyefák ezreit kapta ajándékba Jukio Ozakitól, Tokió akkori polgármesterétől.

## Külső hivatkozások
- National Cherry Blossom Festival official site

## Fordítás
- Ez a szócikk részben vagy egészben  a   West Potomac Park című angol Wikipédia-szócikk ezen változatának fordításán alapul.  Az eredeti cikk szerkesztőit annak laptörténete sorolja fel. Ez a jelzés csupán a megfogalmazás eredetét és a szerzői jogokat jelzi, nem szolgál a cikkben szereplő információk forrásmegjelöléseként.